# Aufbruchklinge

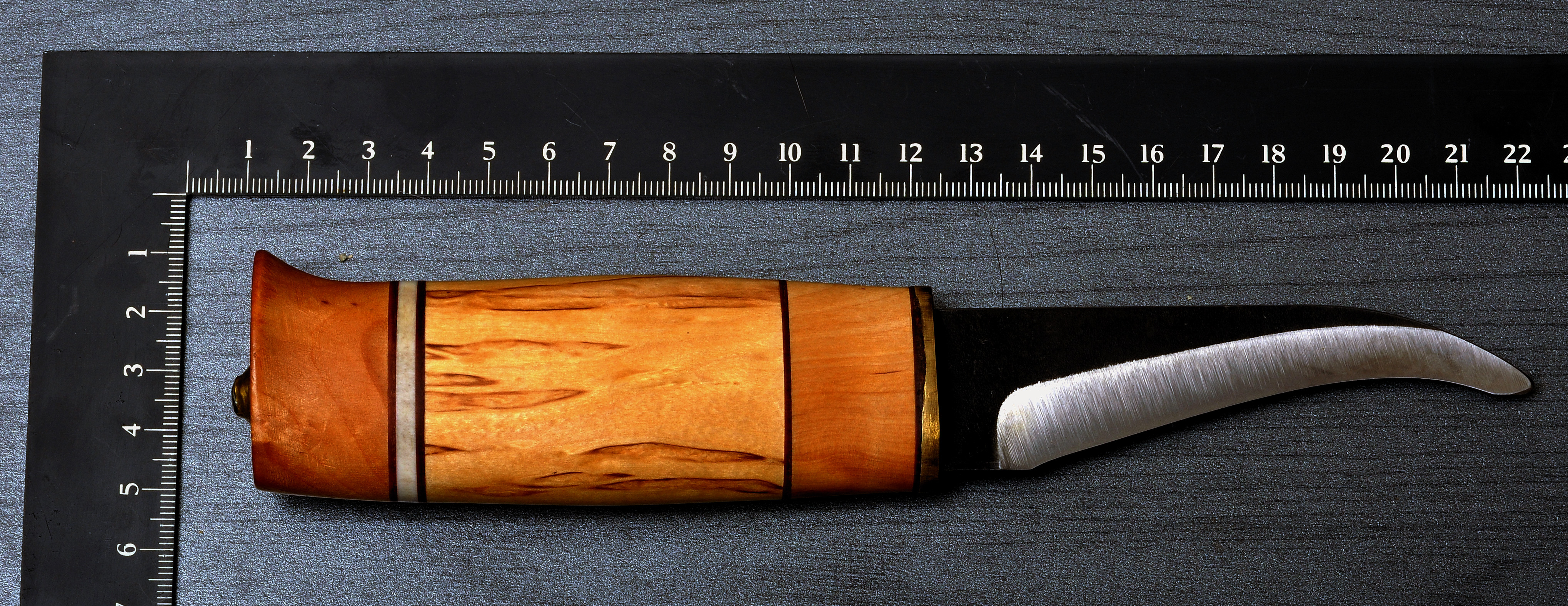
Jagdliches Aufbruchmesser aus Schweden

Eine Aufbruchklinge (Teil eines Klappmessers) oder ein Aufbruchmesser/Gekrösemesser ist ein Messer, das der Jäger (auch der Schlachter) verwendet, um die Körperhöhle eines erlegten bzw. geschlachteten Tieres zu eröffnen. 
Wesentliche Merkmale eines solchen Messers sind die nach innen gekrümmte Klinge (im Gegensatz z. B. zu einem Skinner) und eine stumpfe Spitze, die oft knopfartig verdickt ist.
Das Aufbruchmesser wird mit der Schneide nach oben unter der Haut geführt. Diese Technik und die stumpfe Spitze verhindern Schnitte in die Innereien, die der Fleischqualität abträglich sind.